# Animal Politics EU
O Animal Politics EU é uma aliança política europeia que defende os direitos dos animais.

## Ideologia

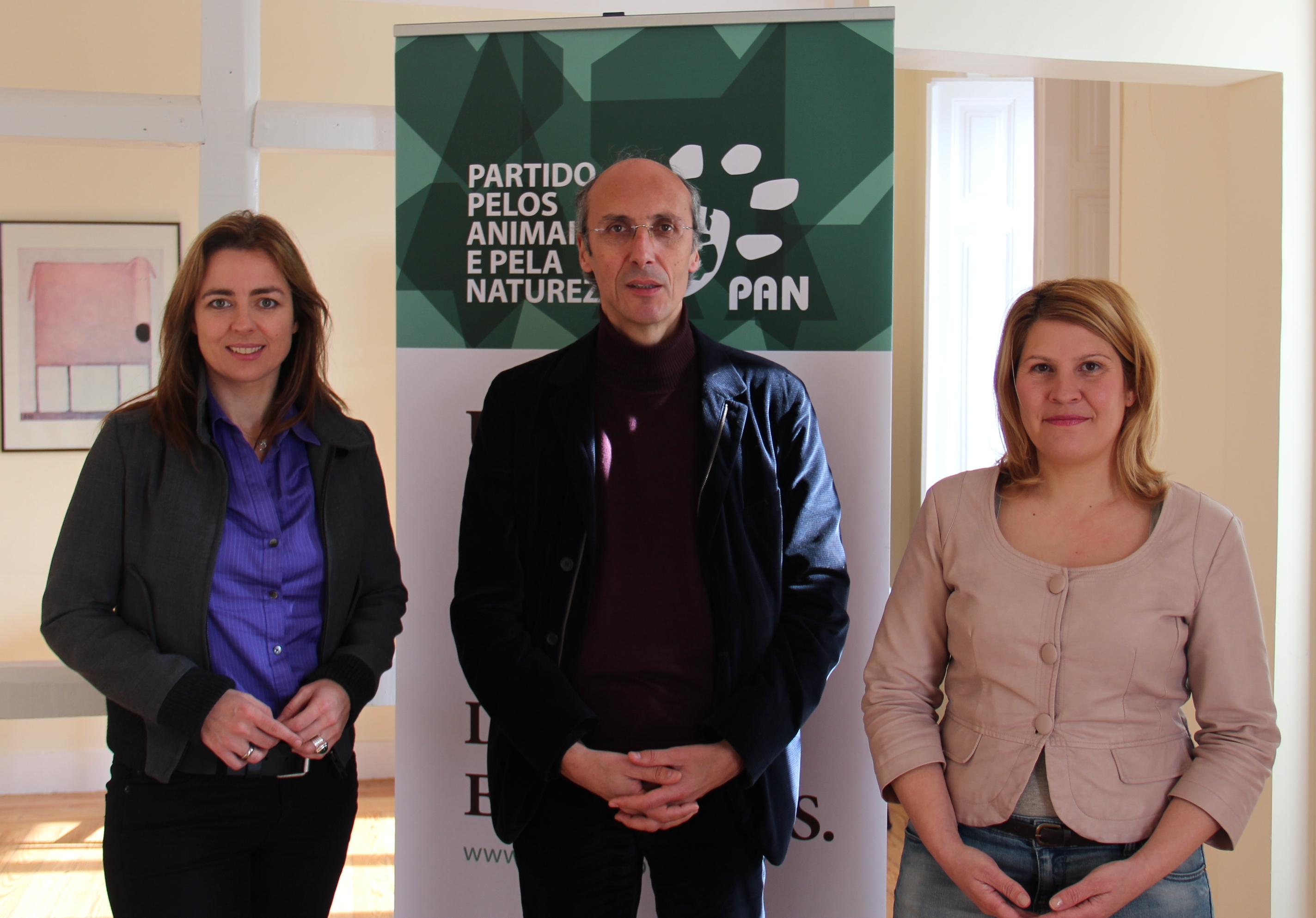
Encontro entre os partidos animalistas holandês (PvdD, representado por Marianne Thieme, à esquerda), português (PAN, representado por Paulo Borges, ao centro) e espanhol (PACMA, representado por Silvia Barquero, à direita) celebrado em Lisboa a 8 de janeiro de 2014.

O Animal Politics EU baseia toda a sua ideologia na defesa do bem-estar animal e nos direito dos animais, para além do ecologismo, colocando a proteção ambiental e o bem-estar animal no centro para a defesa que um futuro sustentável e de um modelo económico que não ponha em causa o bem-estar e o futuro.
No seu manifesto conjunto apresentado para as eleições parlamentares europeias de 2019, colocava como seguintes prioridades:
- Aumento do estatuto moral e legal dos animais[2];
- Melhoria o bem-estar animal para fins agrícolas e garantir a aplicação adequada da legislação de bem-estar animal em todos os estados membros da União Europeia[2];
- Eliminação gradual das práticas agrícolas prejudiciais aos animais e redirecionamento dos fundos estruturais da indústria pecuária intensiva para a agricultura sustentável[2];
- Fim do transporte de longa distância de animais vivos dentro e fora da União Europeia[2];
- Fim da sobrepesca[2];
- Eliminação gradual dos testes em animais com metas vinculativas de redução e substituição, combinadas com incentivos para métodos alternativos de teste[2];
- Fim das derrogações e subsídios legais para as chamadas tradições culturais e religiosas que envolvem crueldade com animais, como a tauromaquia e produção de foie gras[2];
- Combate ao comércio ilícito de animais de estimação na União Europeia e aos maus tratos a cães e gatos de rua na Europa[2];
- Proibição da caça e da importação de troféus de animais silvestres[2];
- Fim do fabrico e importação de peles de animais[2];
- Retiro de pesticidas perigosos e produtos químicos desreguladores endócrinos do mercado[2];
- Combate às alterações climáticas, apoiando uma mudança para um estilo de vida alternativo, implementando um imposto de CO2 para as empresas e acelerando os esforços para realizar uma mudança completa para as energias renováveis[2];
- Investimento em transportes públicos eficientes e acessíveis, como alternativa às viagens aéreas[2].

## Deputados por legislatura
| Data | Deputados | +/- | Nome               |
| ---- | --------- | --- | ------------------ |
| 2014 | 2 / 751   |     | Euro Animal 7      |
| 2019 | 3 / 751   | 1   | Animal Politics EU |

## Membros
| País          | Nome                                         | DN      | DE (2014) | DE (2019) | Status            |
| ------------- | -------------------------------------------- | ------- | --------- | --------- | ----------------- |
| Alemanha      | Partido dos Direitos Animais                 | 0 / 709 | 1 / 96    | 1 / 96    | Extra-parlamentar |
| Bélgica       | DierAnimal                                   | 0 / 150 | -         | 0 / 21    | Extra-parlamentar |
| Chipre        | Partido dos Animais do Chipre                | 0 / 80  | 0 / 6     | 0 / 6     | Extra-parlamentar |
| Espanha       | Partido Animalista contra o Mau Trato Animal | 0 / 350 | 0 / 54    | 0 / 54    | Extra-parlamentar |
| França        | Partido Animalista                           | 0 / 577 | -         | 0 / 79    | Extra-parlamentar |
| Finlândia     | Partido da Justiça Animal da Finlândia       | 0 / 200 | -         | 0 / 13    | Extra-parlamentar |
| Itália        | Partido Animalista Italiano                  | 0 / 630 | -         | 0 / 76    | Extra-parlamentar |
| Países Baixos | Partido pelos Animais                        | 4 / 150 | 1 / 26    | 1 / 29    | Oposição          |
| Portugal      | Pessoas–Animais–Natureza                     | 1 / 230 | 0 / 21    | 0 / 21    | Oposição          |
| Reino Unido   | Partido do Bem-Estar Animal                  | 0 / 650 | 0 / 73    | 0 / 73    | Extra-parlamentar |
| Suécia        | Partido dos Animais                          | 0 / 349 | 0 / 20    | 0 / 20    | Extra-parlamentar |